# Imaginaerum
Imaginaerum este al șaptelea album al formației finlandeze de symphonic metal Nightwish. Conform unui interviu dat de Tuomas Holopainen, spune povestea unui compozitor aflat pe patul de moarte, care își amintește de tinerețe. Albumul a fost produs filmul cu acelasi nume, regizat de Stobe Harju, care a regizat si videoclipul piesei "The Islander". Atât albumul cât și filmul împart aceeleași teme și aceeași poveste.
Primul single de pe album, "Storytime" a fost eliberat la data de 9 noiembrie, urcând rapid in topurile Finlandeze. Conform Iltasanomat, Imaginaerum a vândut mai mult de 50,000 de copii în Finlanda în prima zi după lansare. A fost numit drept cel mai bun album Nightwish de către Sonic Seducer și a fost albumul lunii pentru revista olandeză Aardschok Magazine.